# Ensiferum
Ensiferum (z łac. ensiferum, oznaczające „dzierżący miecz”) – fiński zespół folk metalowy, założony w 1995 w Helsinkach.
Były wokalista Jari Mäenpää wydał debiutancki album Wintersun, który stał się przyczyną jego odejścia z grupy.

## Muzycy
| Obecny skład zespołu - Markus Toivonen – śpiew, gitara (od 1995) - Sami Hinkka – śpiew, gitara basowa (od 2004) - Petri Lindroos – śpiew, gitara (od 2004) - Janne Parviainen – perkusja (od 2006) Muzycy koncertowi - Emmi Silvennoinen – instrumenty klawiszowe (2007–2009) - Jukka-Pekka Miettinen – gitara, śpiew (2008), gitara basowa, śpiew (2013) - Netta Skog – akordeon (2015–2016) |  | Byli członkowie zespołu - Kimmo Miettinen – perkusja (1995–1998) - Jukka-Pekka Miettinen – gitara basowa (1998–2004) - Sauli Savolainen – gitara basowa (1995–1998) - Jari Mäenpää – wokal, gitara (1996–2004) - Oliver Fokin – perkusja (1998–2005) - Meiju Enho – instrumenty klawiszowe (2001–2007) - Emmi Silvennoinen – instrumenty klawiszowe (2007–2016) - Netta Skog – akordeon (2016-2017) |

## Dyskografia

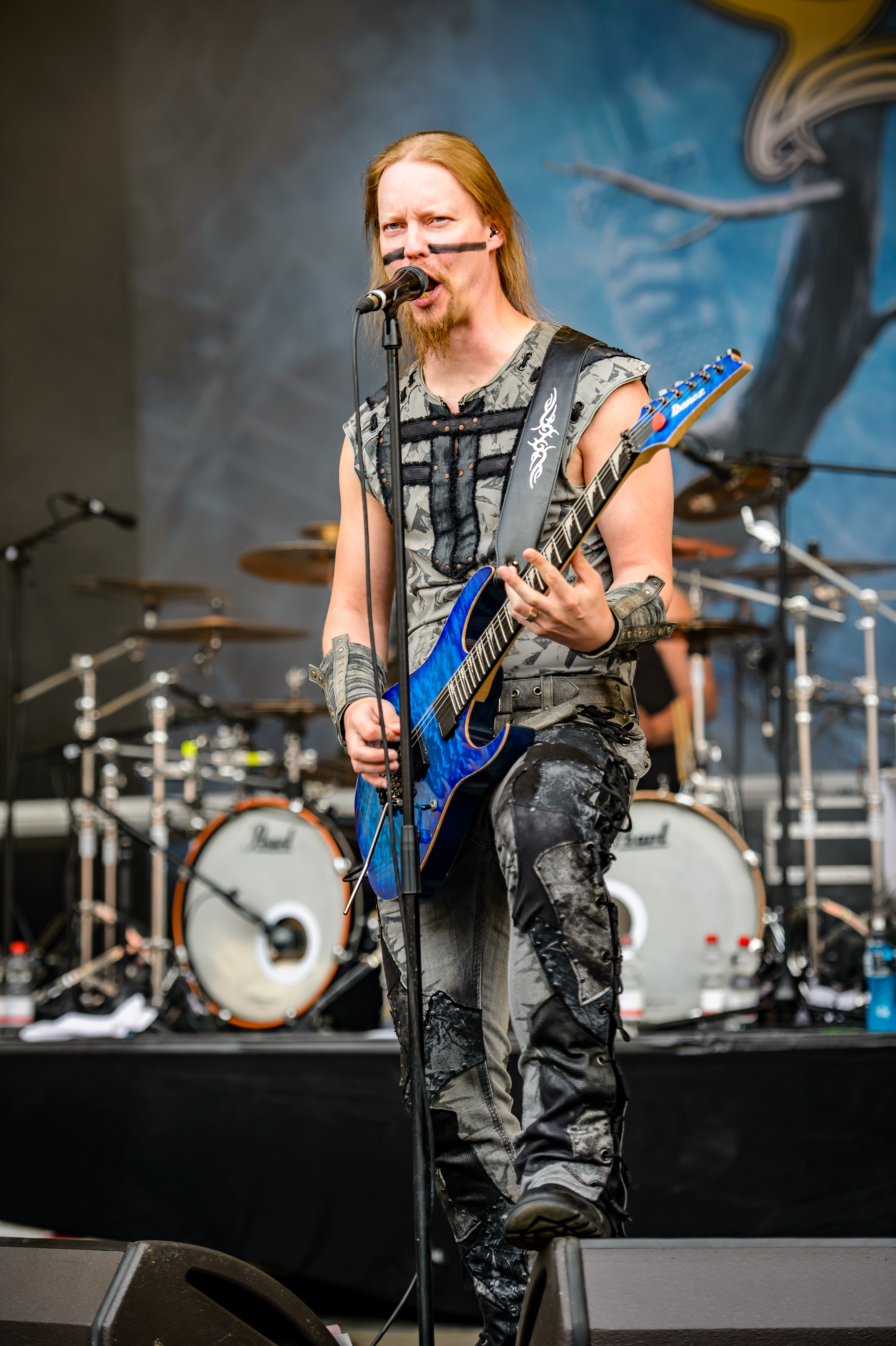
Petri Lindroos, 2016

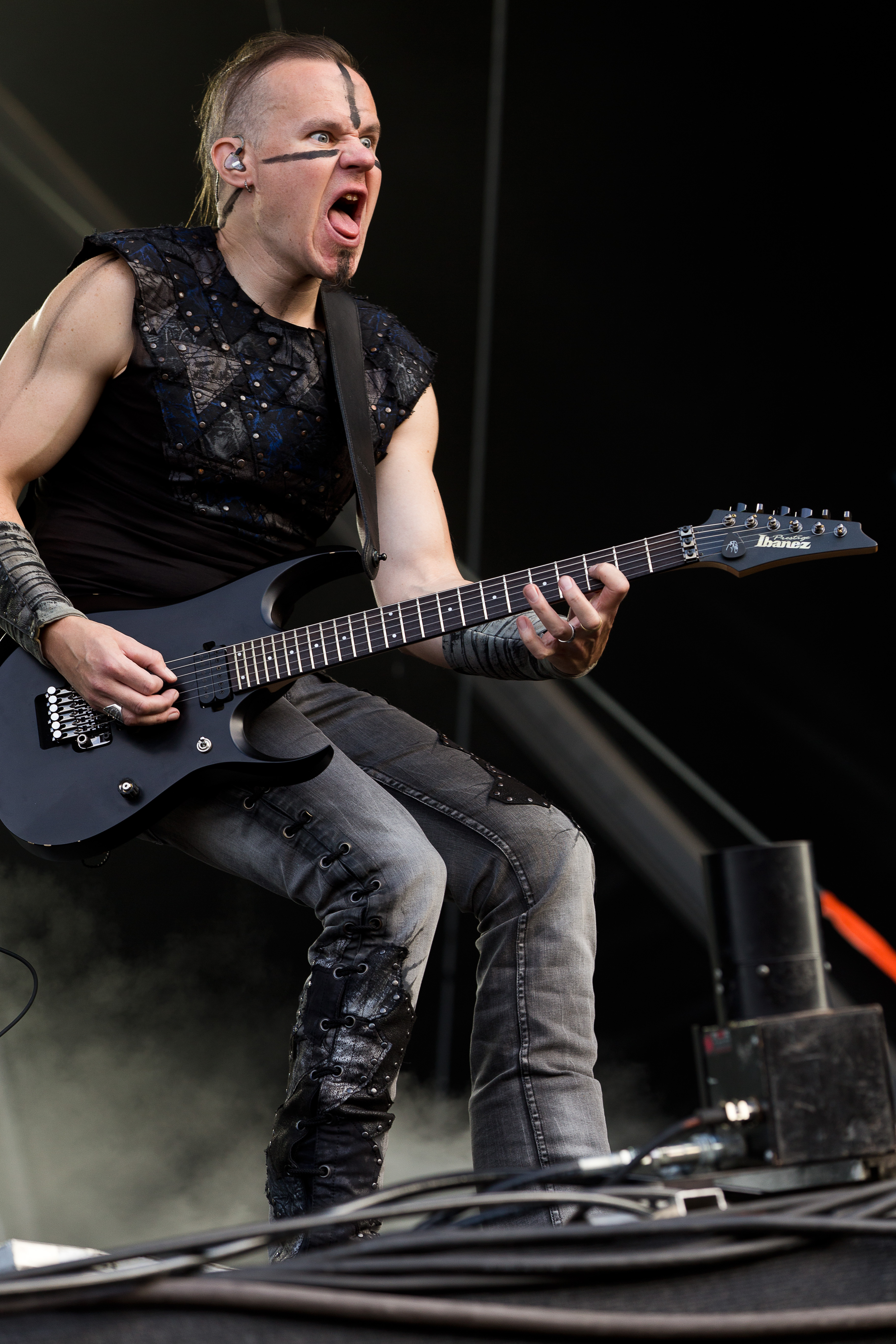
Markus Toivonen, 2016

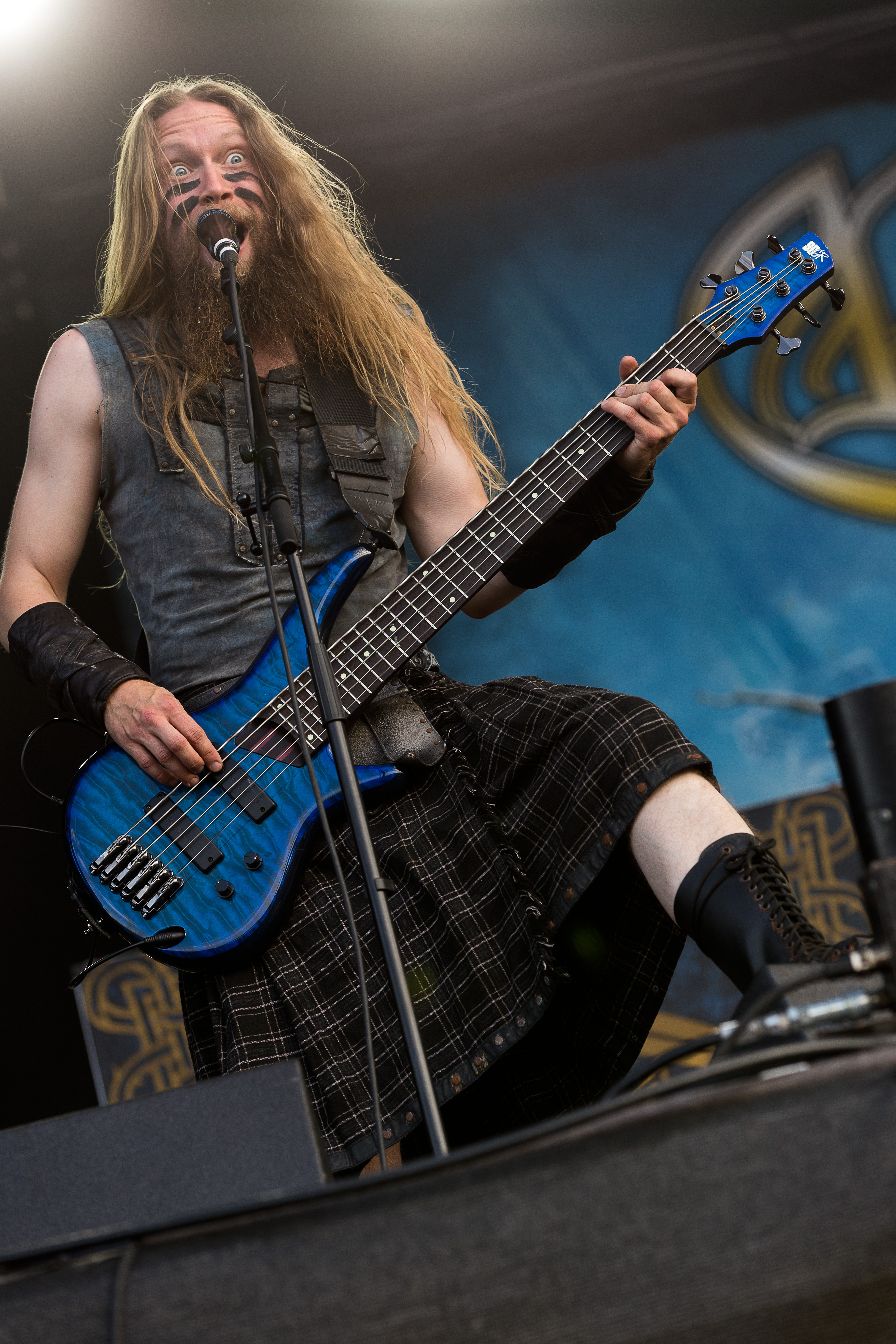
Sami Hinkka, 2016

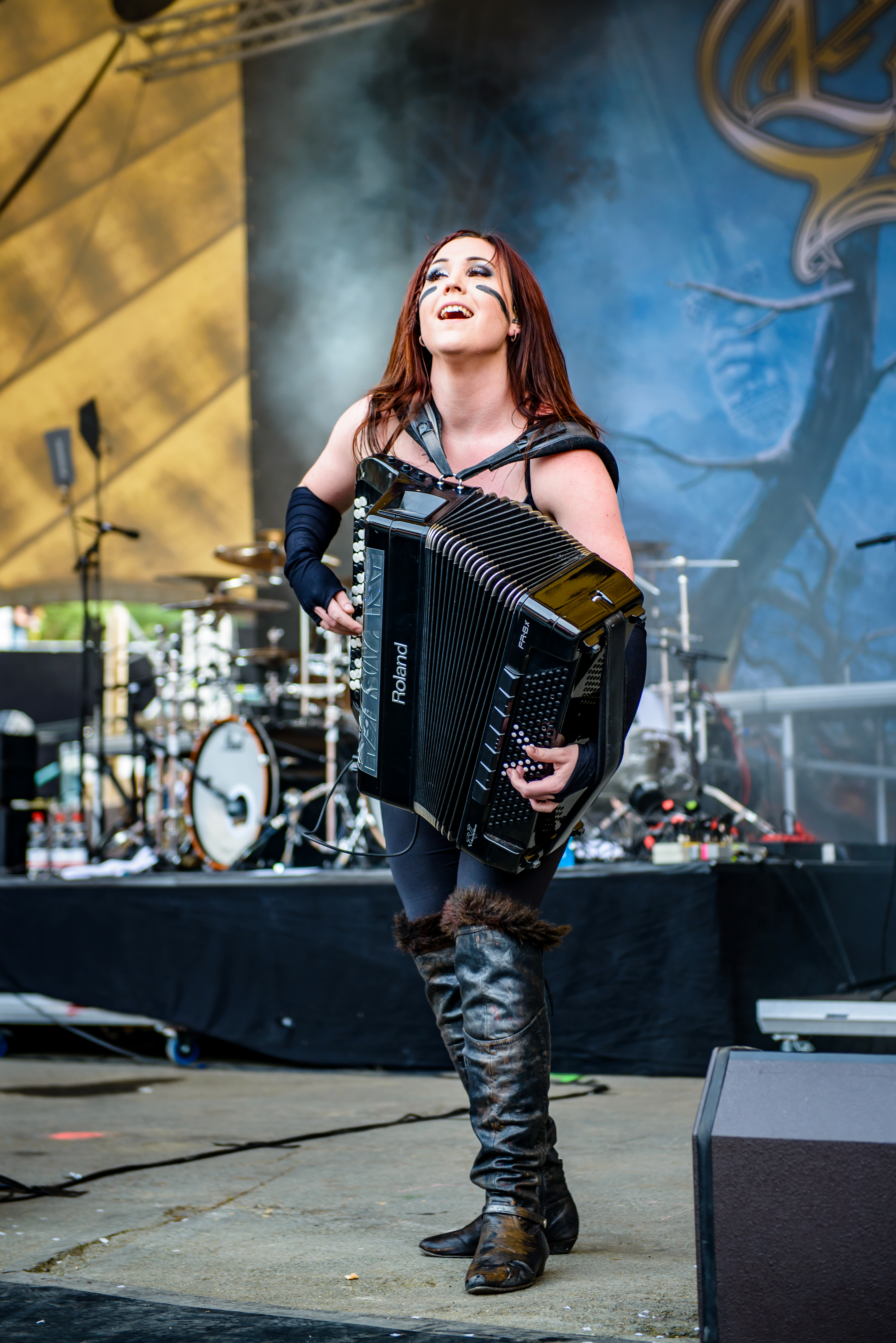
Netta Skog, 2016

Albumy
| Ensiferum                               | - Data: 7 stycznia 2001 - Wydawca: Spinefarm Records  | —  | —  | —  | —  | —   |
| Iron                                    | - Data: 17 maja 2004 - Wydawca: Spinefarm Records     | 17 | —  | —  | —  | —   |
| Victory Songs                           | - Data: 20 kwietnia 2007 - Wydawca: Spinefarm Records | 6  | —  | —  | 37 | —   |
| From Afar                               | - Data: 9 września 2009 - Wydawca: Spinefarm Records  | 9  | 64 | 57 | 25 | —   |
| Unsung Heroes                           | - Data: 27 sierpnia 2012 - Wydawca: Spinefarm Records | 3  | 27 | 25 | 15 | —   |
| One Man Army                            | - Data: 20 lutego 2015 - Wydawca: Metal Blade Records | 1  | 37 | 24 | 15 | 175 |
| Two Paths                               | - Data: 27 sierpnia 2017 - Wydawca: Spinefarm Records |    |    |    |    |     |
| "—" oznacza, że album nie był notowany. |                                                       |    |    |    |    |     |

Albumy wideo
| Tytuł                 | Dane dot. albumu                                     | Pozycja na liście |
| Tytuł                 | Dane dot. albumu                                     | FIN               |
| --------------------- | ---------------------------------------------------- | ----------------- |
| 10th Anniversary Live | - Data: 28 czerwca 2006 - Wydawca: Spinefarm Records | 2                 |

Single
| Tytuł                   | Rok  | Pozycja na liście | Album         |
| Tytuł                   | Rok  | FIN               | Album         |
| ----------------------- | ---- | ----------------- | ------------- |
| "Tale of Revenge"       | 2004 | 7                 | Iron          |
| "Dragonheads"           | 2006 | 3                 | Dragonheads   |
| "One More Magic Potion" | 2007 | 1                 | Victory Songs |

Kompilacje
| Tytuł                              | Dane dot. albumu                                     |
| ---------------------------------- | ---------------------------------------------------- |
| 1997-1999                          | - Data: 9 lutego 2005 - Wydawca: wydanie własne      |
| Two Decades of Greatest Sword Hits | - Data: 1 kwietnia 2016 - Wydawca: Spinefarm Records |

Inne
| Tytuł                  | Dane dot. albumu                                    |
| ---------------------- | --------------------------------------------------- |
| Demo I (demo)          | - Data: 1997 - Wydawca: wydanie własne              |
| Demo II (demo)         | - Data: 1999 - Wydawca: wydanie własne              |
| Hero in a Dream (demo) | - Data: 1999 - Wydawca: wydanie własne              |
| Dragonheads (EP)       | - Data: 15 lutego 2006 - Wydawca: Spinefarm Records |

## Teledyski
| Tytuł                   | Rok  | Reżyseria          | Album         | Źródło |
| ----------------------- | ---- | ------------------ | ------------- | ------ |
| "Ahti"                  | 2007 | —                  | Victory Songs | [ 13 ] |
| "From Afar"             | 2009 | Tuomas Valtanen    | From Afar     | [ 13 ] |
| "Twilight Tavern"       | 2009 | Denis Goria        | From Afar     | [ 13 ] |
| "One More Magic Potion" | 2010 | Celine Lester      | Victory Songs | [ 13 ] |
| "In My Sword I Trust"   | 2012 | Rafał Szermanowicz | Unsung Heroes | [ 14 ] |
| "One Man Army"          | 2015 | —                  | One Man Army  | [ 15 ] |

## Nagrody i wyróżnienia
| Rok  | Kategoria                              | Tytułem   | Nagroda                 | Nota       | Źródło |
| ---- | -------------------------------------- | --------- | ----------------------- | ---------- | ------ |
| 2010 | The Best Pagan/Viking/Folk Metal Album | From Afar | Metal Storm Awards 2009 | 1. miejsce | [ 16 ] |